# لی گریفیتس
لی گریفیتس (انگلیسی: Leigh Griffiths؛ زادهٔ ۲۰ اوت ۱۹۹۰) بازیکن فوتبال اهل بریتانیا است.
از باشگاه‌هایی که در آن بازی کرده‌است می‌توان به باشگاه فوتبال سلتیک، باشگاه فوتبال ولورهمپتون واندررز، باشگاه فوتبال داندی، و باشگاه فوتبال هیبرنین اشاره کرد.
وی همچنین در تیم‌های ملی فوتبال زیر ۱۹ سال اسکاتلند، اتحادیه فوتبال اسکاتلند، و زیر ۲۱ سال اسکاتلند، اتحادیه فوتبال اسکاتلند  و اسکاتلند بازی کرده‌است.